# Bammental
Bammental este o comună din landul Baden-Württemberg, Germania.